# Ухтомица (приток Уфтюги)

Ухтомица — река в России, протекает в Усть-Кубинском районе Вологодской области. Правый приток реки Уфтюга.

## География
Река Ухтомица берёт начало в болоте Волкуши. Течёт на юг через леса. Впадает в Уфтюгу вблизи деревни Ерино. Устье реки находится в 31 км по правому берегу реки Уфтюга. Длина реки составляет 35 км, площадь водосборного бассейна 178 км².

## Данные водного реестра
По данным государственного водного реестра России относится к Двинско-Печорскому бассейновому округу, водохозяйственный участок реки — озеро Кубенское и реки Сухона от истока до Кубенского гидроузла, речной подбассейн реки — Сухона. Речной бассейн реки — Северная Двина.
По данным геоинформационной системы водохозяйственного районирования территории РФ, подготовленной Федеральным агентством водных ресурсов:
- Код водного объекта в государственном водном реестре — 03020100112103000005252
- Код по гидрологической изученности (ГИ) — 103000525
- Код бассейна — 03.02.01.001
- Номер тома по ГИ — 03
- Выпуск по ГИ — 0